# رنه شوکا
رنه شوکا (فرانسوی: René Chocat‎; ۲۸ نوامبر ۱۹۲۰ – ۱۸ ژوئیهٔ ۲۰۰۰) بازیکن بسکتبال اهل فرانسه بود.
وی در مسابقات کشوری و بین‌المللی در مجموع برندهٔ ۲ مدال نقره، ۲ مدال برنز شده‌است.